# Vater Percussion
Vater Percussion ist ein US-amerikanischer Hersteller von Sticks und Zubehör für Schlaginstrumente. Das Unternehmen wurde von Clarence Vater gegründet und wird zurzeit von dessen Enkeln Alan und Ron Vater geführt. Die Fertigung von Sticks begann schon 1956, der offizielle Name „Vater Percussion“ wurde jedoch erst erheblich später eingeführt. Die ersten Vater-Sticks stellte Joan (Adams) Vater in „Jack´s Drum Shop“ in Boston her. Jack´s war eines der ersten Geschäfte, das Maßanfertigungen anbot, und zwar zunächst für Buddy Rich. In der ersten Hälfte der 1980er Jahre begann Vater mit der Fertigung von Drumsticks für Vic Firth und Zildjian. Am 22. Oktober 1988 verlegte Vater sein Werk nach Holbrook, und drei Jahre später wurden die ersten Vater-Sticks auf einer Show der Percussive Arts Society vorgestellt.
Vater-Sticks werden i. d. R. aus etwas feuchterem Holz als andere Sticks angefertigt, wodurch die Langlebigkeit der Sticks erhöht werden soll. Dies führt jedoch auch zu etwas schwereren Sticks.
Neben Drumsticks stellt Vater Percussion auch verschiedene Schlägel für Pauken, Marimbas und Vibrafone sowie Besen, Spezialsticks, Dämpfer, Stick-Taschen, Getränkehalter und weiteres Zubehör her.

## Bekannte Künstler
- Jess Bowen (The Summer Set)

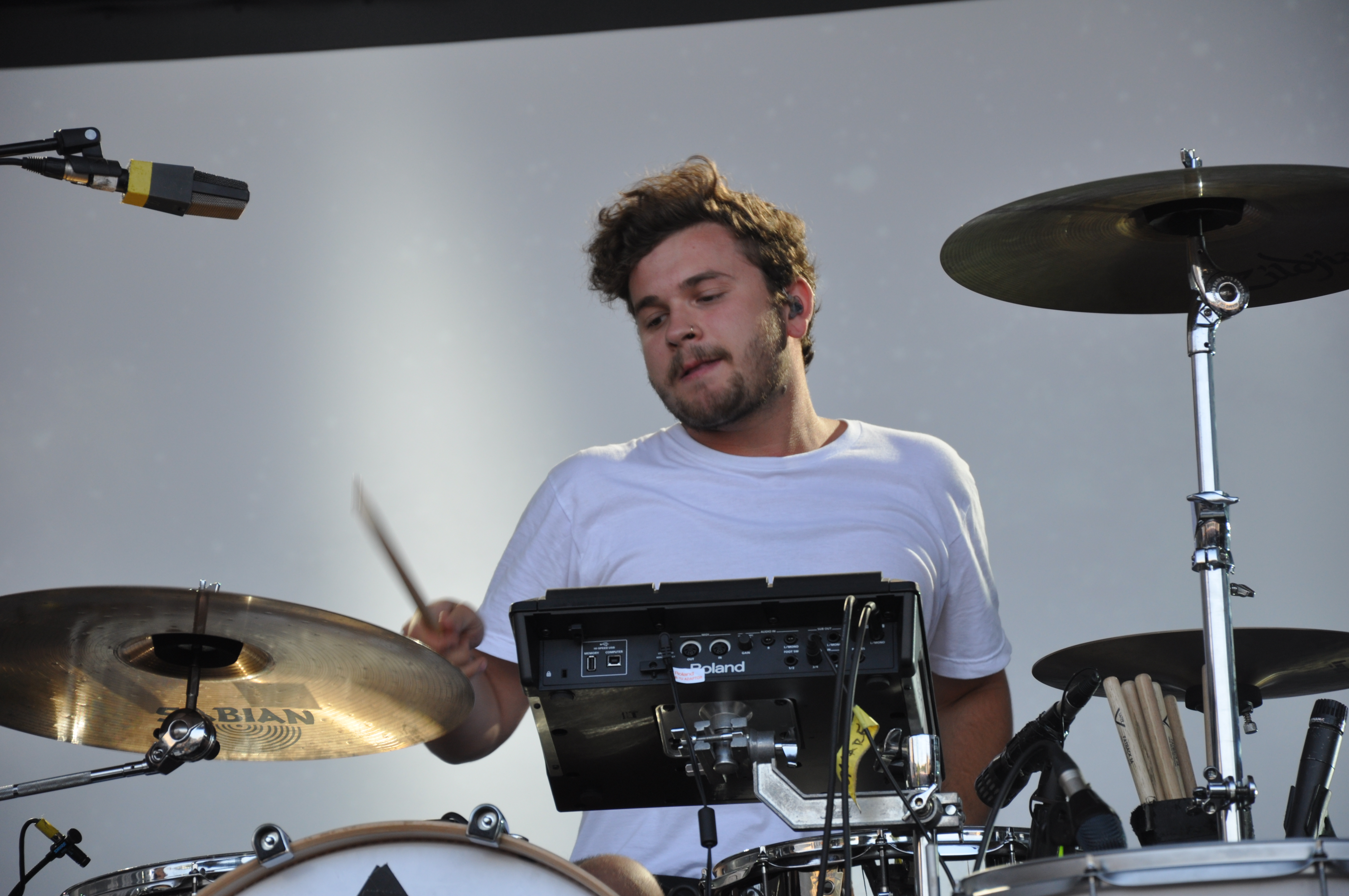
Fridl Achten mit Vater-Drumsticks (2014)

- Mario Calire (Ozomatli, The Wallflowers)
- Tommy Clufetos (Ozzy Osbourne, Ted Nugent, Alice Cooper)
- Nathan Followill (Kings of Leon)
- Sean Kinney (Alice in Chains)
- Martin Langer (Jeanette Biedermann)
- Jay Lane (Primus, Ratdog)
- David Lovering (Pixies)
- Chad Smith (Red Hot Chili Peppers)
- Shannon Leto (Thirty Seconds to Mars)
- Andrew Wetzel (Attack Attack!)
- Jürgen Zöller (BAP)
- Jason Duffy (Michael Flatley, The Corrs)
- Matt Flynn (Maroon 5)
- Danny Schuler (Biohazard)
- Mike Mangini (Dream Theater)
- Frank Ferrer (Guns n’ Roses)[1]